# Río Salado (Buenos Aires)
Río Salado (engelska: Salado River, italienska: Salado del Sur) är ett vattendrag   i Argentina,  beläget i provinsen Buenos Aires, i den östra delen av landet, 160 km sydost om huvudstaden Buenos Aires.
Området kring Río Salado består till största delen av jordbruksmark.